# Gare de Vennesla
La gare de Vennesla est une gare ferroviaire norvégienne de la ligne Sørlandsbanen, située sur le territoire de la commune de Vennesla dans le comté d'Agder.

## Situation ferroviaire
Située à 43 mètres d'altitude, la gare de Vennesla est à 350,16 km d'Oslo.

## Histoire
La gare de Vennesla faisait partie au départ de la ligne du Setesdal, ligne à voie étroite, qui fut mise en service en 1895. La ligne allait de Kristiansand à Byglandsfjord. La gare, œuvre de l'architecte Paul Due, est représentative des gares de la ligne du Setesdal.
Vennesla est rattachée à la Sørlandsbanen en 1938 lorsque le tronçon Nelaug – Kristiansand est achevé. C'est alors la gare de Grovane, située à moins de 4 km au nord de la commune, qui devient le terminus de la Setesdalsbanen.
La gare est à environ 2 km au sud du centre de Vennesla. On espérait alors que la gare permettrait de développer un nouveau quartier, comme dans de nombreuses autres communes à la même époque en Norvège. Mais ce ne fut pas le cas pour Vennesla, ce qui fait dire aujourd'hui que la gare est légèrement excentrée. 
L'emplacement avait été déterminé par les intérêts de l'industrie et il avait été construit deux voies latérales pour les usines Byggma et la fabrique de papier Hunsfos. La première voie a été enlevée, tandis que la seconde desservant l'usine Hunsfos existe encore bien que très rarement utilisée.

## Service des voyageurs

### Accueil
La gare possède un hall d'accueil ouvert toute la semaine et un parking de 40 places.
La gare n'a cependant ni personnel ni automate, les billets doivent être achetés par internet ou auprès du contrôleur.

### Desserte
La gare est desservie par des trains en directions de Kristiansand, Stavanger et Oslo.

### Intermodalité
Des bus desservent la gare en direction du centre de Vennesla et Kristiansand. Il existe également un service de taxi.